# Noise (音楽グループ)
Noise（ノイズ、노이즈）は、韓国で活動した男性テクノダンス音楽グループである。

## メンバー
- ホン・ジョング（朝鮮語: 홍종구）1～6集、8集
- チョン・ソンイル（朝鮮語: 천성일）1～6集
- ハン・サンイル（朝鮮語: 한상일）1～5集、7集、デジタルシングル(2009年)
- キム・ハクギュ（朝鮮語: 김학규）1集、2集
- クォン・ジェボム（朝鮮語: 권재범）7集、デジタルシングル(2009年)

## 概要
シン・スンフン、キム・ゴンモ、パン・ミギョンを輩出した音楽プロデューサーであるキム・ジャンファンによって企画されたグループで、当時絶大な人気を誇っていたソテジワアイドゥルやDEUXを意識して結成されたと言われている。
軽快なリズムとメロディのダンス曲で人気を博し、特にタイトル曲「想像の中の君(상상속의 너)」が大ヒットとなった3集で全盛期を迎えたが、メンバー独自の音楽性をアルバムに反映させた始めた頃から人気に陰りが出始めた。メンバー交代や各自個人活動や事業の傍ら活動を続けていたが、2009年を最後にほぼ自然消滅のような形で解散状態になっている。

## ディスコグラフィー
|                  | タイトル             | 発売年 |
| ---------------- | -------------------- | ------ |
| 正規1集          | Sound Shock          | 1993年 |
| 正規2集          | Noise 2              | 1994年 |
| 正規3集          | Noise 3rd Revolution | 1995年 |
| 正規4集          | Breaking The Noise 4 | 1995年 |
| 正規5集          | Unchangeable         | 1996年 |
| 正規6集          | Anti Noise           | 1998年 |
| 正規7集          | Noise?               | 2000年 |
| デジタルシングル | I'll Be Back         | 2009年 |